# Hiroku onnagura
Pour plus de détails, voir Fiche technique et Distribution.
Hiroku onnagura (秘録おんな蔵, Hiroku onnagura) est un film japonais réalisé par Kazuo Mori, sorti en 1968,.

## Synopsis
Ce film décrit Onatsu, qui travaille comme prostituée à Yoshiwara, et les habitants de Yoshihara.

## Fiche technique
- Titre original : 秘録おんな蔵 (Hiroku onnagura?)[4]
- Titre anglais : The Yoshiwara Story[4]
- Réalisation : Kazuo Mori
- Scénario : Shōzaburō Asai
- Photographie : Senkichirō Takeda
- Montage : Toshio Taniguchi (ja)
- Décors : Yoshinobu Nishioka (ja)
- Musique : Hajime Kaburagi (ja)
- Producteur : Sadao Zaizen
- Société de production : Daiei
- Pays d'origine :  Japon
- Langue originale : japonais
- Format : couleur (Eastmancolor) - 2,35:1 (Daieiscope) - 35 mm -  son mono
- Genre : drame
- Durée : 78 minutes (métrage : sept bobines - 2 131 m[5])
- Date de sortie :
  - Japon : 13 juillet 1968[5]

## Distribution
- Michiyo Yasuda : Onatsu
- Masakazu Tamura : Naojirō
- Tōru Emori (ja)